# Dan the Automator
Dan the Automator, pseudonimo di Daniel M. Nakamura, anche conosciuto come Dan Nakamura (ダン中村; San Francisco, 9 settembre 1967), è un produttore di musica hip hop nippo-statunitense conosciuto soprattutto per i suoi lavori realizzati tra la fine degli anni 1990 e l'inizio del decennio successivo.
Particolarmente famoso nell'underground e dietro le quinte del business musicale, ha lavorato con artisti come Eels, Primal Scream, Cornershop, Jon Spencer Blues Explosion, Dr. Octagon, e ha registrato con il gruppo Solesides e con Damon Albarn dei Blur.

## Biografia
Dan the Automator esordisce nel 1996 con l'EP A Better Tomorrow, a cui fa seguito la realizzazione di produzioni per i Deltron 3030, costituito oltre che da lui dall'MC Del Tha Funkee Homosapien e DJ Kid Koala. Tramite la sua personale etichetta, 75 Ark Label, ed il suo studio di registrazione privato, Glue Factory Studio, lavora con Dr. Octagon in Dr Octagonecologyst;  con gli Handsome Boy in So... How's Your Girl insieme a Prince Paul, dove sperimenta contaminazioni jazz e blues.
Rimane esterno alle divisioni musicali che contraddistinguono la contrapposizione tra East Coast hip hop e West Coast hip hop, scegliendo come metro di giudizio piuttosto la validità dei progetti. Torna a lavorare al progetto Deltron 3030, stavolta utilizzando lo pseudonimo di Cantankerous Captain Aptos. Prende poi parte a progetti con Mr. Lif, MC dell'etichetta Def Jux records, MC Paul Barman, Damon Albarn dei Blur e molti altri artisti alternativi, pubblicando anche l'album solista King of the Beats nel 1999.
Nel 2000 entra nel nascente progetto Gorillaz, band costituita da talenti musicali tra cui lo stesso Damon Albarn. La peculiarità dei Gorillaz è di avere un'identità fittizia nascosta dietro i disegni di un cartoon, realizzato dalla mano di Jamie Hewlett. Lo stesso anno Nakamura porta a compimento l'EP realizzato nel 1996: esce l'album A Much Better Tomorrow. A seguire Lovage, Music to Make Love to Your Old Lady By del 2001, Wanna Buy a Monkey?: A Mixtape Session dell'anno seguente.
Nel 2009 ha prodotto il terzo album West Ryder Pauper Lunatic Asylum degli inglesi Kasabian, tornando a lavorare con la band anche nel 2011 co-producendo con Sergio Pizzorno il loro quarto album Velociraptor!.
Nel 2013 ha formato il duo Got a Girl, con l'attrice statunitense Mary Elizabeth Winstead.

## Filmografia parziale

### Colonna sonora
- La rivincita delle sfigate (Booksmart), regia di Olivia Wilde (2019)
- Easter Sunday, regia di Jay Chandrasekhar (2022)

## Discografia parziale

### Solista

#### Album in studio
- 1996 - A Better Tomorrow (rimasterizzato e ripubblicato nel 2000 come A Much Better Tomorrow)
- 2001 - Lovage: Music to Make Love to Your Old Lady By
- 2002 - Wanna Buy a Monkey?

#### EP
- 1989 - Music to be Murdered By

### Con i Got a Girl

#### Album in studio
- 2014 - I Love You But I Must Drive Off This Cliff Now

### Produzioni
- Dr. Octagon, Dr. Octagonecologyst (con Kool Keith) (1996)
- Depeche Mode, Only When I Lose Myself (Dan The Automator Remix) (1998)
- Handsome Boy Modeling School, So... How's Your Girl? (1999)
- Soundtrack, Bombay the Hard Way: Guns, Cars and Sitars (1999)
- Deltron 3030, Event 1 (con Del tha Funkee Homosapien e Kid Koala) (2000)
- Gorillaz, Gorillaz (2001)
- Handsome Boy Modeling School, White People (2004)
- Head Automatica, Decadence (con Darryl Palumbo) (2004)
- Peeping Tom, Peeping Tom (2006)
- Artisti vari, Dan the Automator Presents 2K7 (2006)
- Men Without Pants, Naturally (2008)
- Anaïs Croze, The Love Album (2008)
- Kasabian, West Ryder Pauper Lunatic Asylum (2009)
- Dredg, Chuckles and Mr. Squeezy (2011)
- Miles Kane, Colour of the Trap (2011)
- Kasabian, Velociraptor! (con Sergio Pizzorno) (2011)
- DRC Music, Kinshasa One Two (2011)
- Pillowfight, Pillowfight (con Emily Wells) (2013)
- Deltron 3030, Event 2 (con Del tha Funky Homosapien e Kid Koala) (2013)
- Exodus, Blood In, Blood Out (2014)